# Lagouderá
Lagouderá är en ort i Cypern.   Den ligger i distriktet Eparchía Lefkosías, i den centrala delen av landet, 40 km sydväst om huvudstaden Nicosia. Lagouderá ligger 918 meter över havet och antalet invånare är 150. Den ligger på ön Cypern.
Terrängen runt Lagouderá är lite bergig. Trakten runt Lagouderá är glesbefolkad, med 19 invånare per kvadratkilometer. Närmaste större samhälle är Kyperoúnta, 4,1 km sydväst om Lagouderá. 